# Félix Sánchez Bas
Félix Sánchez Bas (ur. 13 grudnia 1975 w Barcelonie) – hiszpański trener piłkarski.

## Kariera
W 1996 roku został trenerem drużyn młodzieżowych FC Barcelony. 10 lat później przeprowadził się do Kataru i dołączył do Aspire Academy. W 2013 został selekcjonerem reprezentacji Kataru U–19, z którą w następnym roku zdobył Mistrzostwo Azji.
3 lipca 2017 zastąpił Jorge Fossatiego na stanowisku selekcjonera reprezentacji Kataru. W 2019 dotarł z nią do finału Pucharu Azji, w którym jego drużyna pokonała Japonię. Prowadził Katar na Mistrzostwach Świata 2022, jego drużyna przegrała wszystkie trzy mecze i odpadła w fazie grupowej (jako drugi gospodarz, który odpadł w fazie grupowej w historii mundialu). Jego kontrakt z Katarem wygasł 31 grudnia 2022 i nie został przedłużony.

## Osiągnięcia
Katar U–19
- Mistrzostwo Azji U-19: 2014

Katar U–23
- III miejsce w Pucharze Azji U-23: 2018

Katar
- Puchar Azji: 2019

## Statystyki kariery
| Zespół     | Od              | Do              | Statystyka | Statystyka | Statystyka | Statystyka | Statystyka  |
| Zespół     | Od              | Do              | Mecze      | Wygrane    | Remisy     | Przegrane  | % wygranych |
| ---------- | --------------- | --------------- | ---------- | ---------- | ---------- | ---------- | ----------- |
| Katar U–19 | 1 lipca 2013    | 30 czerwca 2015 | 10         | 9          | 1          | 0          | 90,00       |
| Katar U–20 | 1 stycznia 2014 | 2 lipca 2017    | 12         | 2          | 2          | 8          | 16,67       |
| Katar U–23 | 3 lipca 2017    | 28 grudnia 2020 | 32         | 10         | 9          | 13         | 31,25       |
| Katar      | 3 lipca 2017    | 31 grudnia 2022 | 89         | 46         | 16         | 27         | 51,69       |
| Łącznie    | Łącznie         | Łącznie         | 143        | 67         | 28         | 48         | 46,85       |